# Scapteriscus tenuis
Scapteriscus tenuis är en insektsart som beskrevs av Scudder, S.H. 1869. Scapteriscus tenuis ingår i släktet Scapteriscus och familjen mullvadssyrsor. Inga underarter finns listade i Catalogue of Life.